# Candói
Candói is een gemeente in de Braziliaanse deelstaat Paraná. De gemeente telt 16.271 inwoners (schatting 2009).

## Aangrenzende gemeenten
De gemeente grenst aan Cantagalo, Chopinzinho, Foz do Jordão, Guarapuava, Pinhão, Porto Barreiro en Virmond.